# Българският бог
Българският бог е четвъртият студиен албум на българската рок група Епизод, издаден през 2002 година. Съдържа осем песни, чиито текстове са по стихотворения на българските класици Христо Ботев и Иван Вазов. Албумът е издаден с изричното съгласие и подкрепа на фондациите „Христо Ботьов“ и „Васил Левски“. Песните представляват дръзка смесица между рок музика и едни от най-значимите български литературни произведения, включващи стихотворения като „Левски“, „Хаджи Димитър“, „Опълченците на Шипка“ („О, Шипка“) и други. Тематичната насока е главно съсредоточена в годините на османската власт, като композициите следват един своеобразен хронологичен ред, започвайки с написването на „История славянобългарска“ и българското „пробуждане“ като народ в годините на тежка робия, мъка и страдание (парчето „Паисий“), преминавайки през вълненията и подготовката за въстание срещу поробителите в „Левски“ и „Хайдути“ и самите битки в „Хаджи Димитър“ и „О, Шипка“, мъката по загиналите бойци („Последен марш“, интерпретация по произведението на Вазов „Новото гробище над Сливница“) и въпреки всичко надеждата и непримиримостта на българите в „Българският бог“. Финалното парче „Моите песни“ е един вид отдаване на почит към великия поет Вазов и цялата българска литература, чрез която спомените за събитията по онова време остават завинаги живи в съзнанието на българина.
В албума взимат участие редица гостуващи музиканти, включващи църковен певец („Паисий“), женски народни вокали („Хайдути“) и детски певчески хор („Хайдути“).
Парчето „Левски“ е в традиционния за българската фолклорна музика ритъм 7/8, а интрото на „Хайдути“ представлява изпълнение на песента на Валя Балканска „Излел е Дельо хайдутин“.
Издаването на албума предизвиква масов дебат сред музикалните критици и фенове, а и сред литераторите и обикновените българи. Поставя се въпросът дали е уместно текстовете на Ботев и Вазов да се съчетават с подобна музика и да се използават (пряко или косвено) с комерсиална цел. Противниците на идеята смятат албума за откровена гавра и незачитане паметта на поетите. Привържениците изтъкват огромната нужда от популяризиране на тези велики произведения и на българската история с цел повдигане на българския дух в днешните времена, когато все повече се отхвърля българското. Отново според тях енергичната и емоционална рок музика е отличното изразно средство за представяне на такива значими исторически събития, а и един вид урок по литература и история за новото поколение.

## Песни
Албума включва 8 песни:
1. Паисий – 05:11
2. Левски – 03:45
3. Хайдути – 07:00
4. Хаджи Димитър – 04:45
5. О, Шипка – 05:21
6. Последен марш – 03:39
7. Българският бог – 03:44
8. Моите песни – 04:01

## Сингъл
- „Левски“ (2001) освен едноименната песен съдържа и парчето „Последен марш“

## Изпълнители
- Емил Чендов – вокали
- Драгомир Драганов – китари и вокали
- Симеон Христов – бас китара
- Христо Гьошарков – барабани
- Ивайло Георгиев – кийборд